# Ligne de Longuyon à Mont-Saint-Martin (vers Luxembourg)
Cet article court présente un sujet plus développé dans : Ligne de Longuyon à Mont-Saint-Martin (vers Athus).
La ligne de Longuyon à Mont-Saint-Martin (vers Luxembourg) est un court embranchement de quelques centaines de mètres de la ligne de Longuyon à Mont-Saint-Martin (vers Athus) situé dans le département de Meurthe-et-Moselle en France.
Se détachant de la ligne principale 1,3 km à la bifurcation de Rodange, après la gare de Mont-Saint-Martin, elle franchit la frontière du Luxembourg environ 500 m plus au sud que la ligne principale, qui franchit la frontière belge. L’embranchement se prolonge par la ligne 6h des chemins de fer luxembourgeois (CFL) en direction de Pétange et de Luxembourg.
L’embranchement porte le numéro 202 100 dans la nomenclature du réseau ferré national français.